# Роберт Платт (благодійник)
Роберт Платт (англ. Robert Platt, 11 листопада 1802, Стейлібридж, Чешир — 13 червня 1882) — британський підприємець та благодійник.

## Біографія
Роберт Платт народився в Стейбриджі, що у Чеширі (церемоніальне та історичне графство в Англії), у сім'ї виробника бавовни Джорджа Платта та його дружини Сари. Він здобув освіту в Честері та увійшов в сімейний бізнес як менеджер з управління (міст Стріт Мілс, Стейбридж). Після смерті свого батька в 1831 році він взяв на себе одноосібний контроль над сімейною справою. У 1839 році Роберт Платт одружився з дочкою Вільяма Хіггінса, Маргарет Хіггінс. Згодом Платт зміцнив свій бізнес розширенням мосту Стріт Мілс і будівництвом кар'єра Стріт Мілс. Після придбання Альбіон Мілс, він переїхав до «Вудлендс» на вулицю Моттрам, Стейлібридж.
Платт був добре відомий через свою благодійну діяльность в Стейлібриджі та Манчестері. Знаючи ціну мистецтву, він підтримував діяльність місцевого інституту механіків і місцеві церкви. У грудні 1857 року Платт і його дружина мали честь бути присутніми на чайній церемонії та презентації з нагоди зустрічі лісників. Його благодійна робота іншого напрямку включала матеріальні внески в собор Честер і пожертвування для коледжу Оуенс. Портрет Роберта Платта сьогодні знаходиться в університеті Манчестера.
Найвідомішою благодійною акцією Платта став подарунок Стейлібриджу у вигляді громадської лазні, яку відкрили для відвідувачів 7 травня 1870 року. 6 лютого 1871 року в цій лазні було представлена дві скульптури, автором яких був Джон Воррінгтон. Білі мармурові бюсти містера і місіс Платт коштували 200 фунтів стерлінгів і фінансувалися за підтримки жителів Стейлібриджу. Приймаючи подарунок для розміщення в громадських лазнях, побудованих сім'єю Платт, мер міста заявив, що скульптури — це «гарні моделі щедрих меценатів». Проте Олдермен Кірк сказав, що хоча скульптури були «дуже хорошими зразками мистецтва», бюст місіс Платт був, мабуть, "не наскільки схожим на оригінал, як і інші, але, якщо не розглядати їх як окремі елементи композиції, то автору варто сказати «Браво»".
Роберт Платт придбав будинок в «Дін Вотер» в Вудфорді, графство Великий Манчестер. Військовий коледж нагородив Роберта іменною зброєю. На ній були викарбувані такі слова:
- Герб (мова оригіналу): «Per fesse dancettee Argent and Gules a pale and three frets, one and two, countercharged»
- Хрест (мова оригіналу): «A demi wolf Gules, semee of plates, armed and langued Azure holding in the dexter paw a wreath Argent and Gules»
- Девіз (баскська мова): Labitur et labetur

Сьогодні, пам'ять сім'ї Платт вшановано на меморіалі синього кольору в «Вудлендсі», а мармурові бюсти знаходяться в художній галереї Естлі Чітам.